# Oligoenoplus
Oligoenoplus is een kevergeslacht uit de familie van de boktorren (Cerambycidae). De wetenschappelijke naam van het geslacht werd voor het eerst geldig gepubliceerd in 1863 door Chevrolat.

## Soorten
Oligoenoplus omvat de volgende soorten:
- Oligoenoplus albofasciatus Dauber, 2006
- Oligoenoplus candidus Holzschuh, 2011
- Oligoenoplus chewi Dauber, 2006
- Oligoenoplus fulgidipennis Holzschuh, 2011
- Oligoenoplus gonggashanus Miroshnikov, 2013
- Oligoenoplus heteros Dauber, 2008
- Oligoenoplus luzonicus Schwarzer, 1926
- Oligoenoplus malayanus Hayashi, 1979
- Oligoenoplus modicus Holzschuh, 2011
- Oligoenoplus murinus (Allard, 1894)
- Oligoenoplus olivaceosignatus Hayashi, 1979
- Oligoenoplus rosti (Pic, 1911)
- Oligoenoplus tonkinensis Schwarzer, 1926
- Oligoenoplus variicornis Aurivillius, 1924
- Oligoenoplus ventralis Chevrolat, 1863
- Oligoenoplus vetulus Holzschuh, 2011